# 1774 en arts plastiques
| Années des arts plastiques : 1771 - 1772 - 1773 - 1774 - 1775 - 1776 - 1777    |
| Décennies des arts plastiques : 1740 - 1750 - 1760 - 1770 - 1780 - 1790 - 1800 |

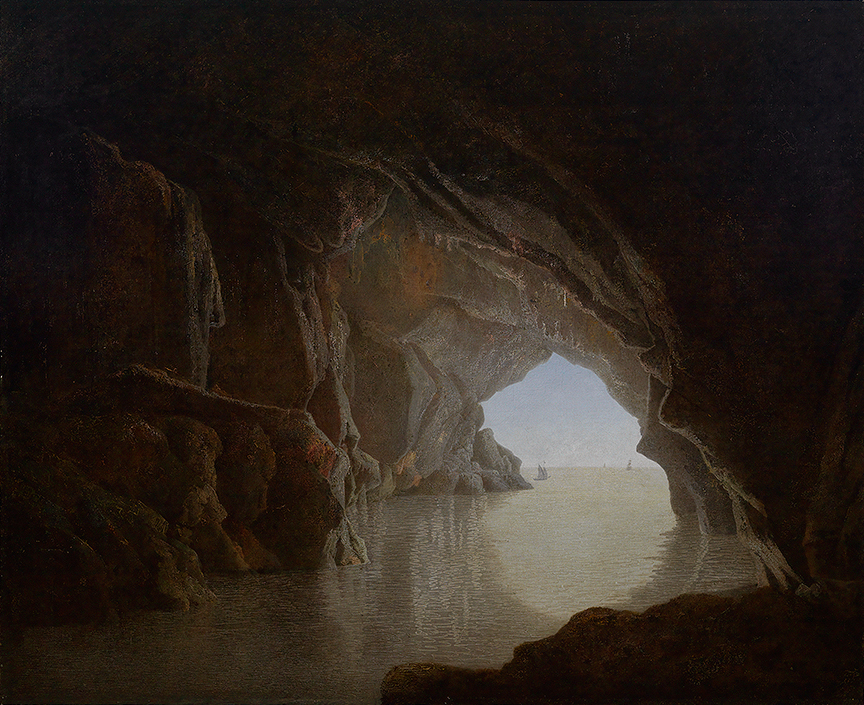
Caverne, de Joseph Wright of Derby.

Cette page concerne l'année 1774 en arts plastiques.

## Œuvres
- 1771-1774 : Huida a Egipto, eau-forte de Francisco de Goya
- 1772-1774 : L'Assomption de la Vierge et saint Íñigo, huile sur bois de Francisco de Goya
- 1773-1774 : Peintures de Goya dans la Chartreuse d'Aula Dei
- Bodegón de caza, aves y liebre, huile sur toile de José del Castillo

## Naissances
- 13 mai : Pierre-Narcisse Guérin, peintre français († 6 juillet 1833),
- 5 septembre : Caspar David Friedrich, peintre allemand († 7 mai 1840),
- 26 octobre : Albert Grégorius, peintre belge († 25 février 1853),
- ? :
  - Marie-Denise Villers, peintre portraitiste française († 19 août 1821).

## Décès
- 28 janvier : Antonio Galli da Bibiena, scénographe, architecte, peintre et écrivain italien (° 1697),
- 5 avril : Situ Panchen, peintre, écrivain et médecin tibétain (° 7 janvier 1700),
- 11 avril : Elias Gottlob Haussmann, peintre portraitiste allemand (° 1695),
- 24 avril : Christian Wilhelm Ernst Dietrich, peintre allemand (° 30 octobre 1712),
- 12 mai : Giuseppe Antonio Luchi, peintre rococo italien (° 17 juillet 1709),
- 17 mai : Jeremiah Theus, peintre américain (° 5 avril 1716).
- vers 1774 : Louis-René Luce, graveur, sculpteur et créateur de caractères français (° vers 1695).